# مارسلوس، میشیگان
مارسلوس (به انگلیسی: Marcellus Township) یک منطقهٔ مسکونی در ایالات متحده آمریکا است که در شهرستان کاس، میشیگان واقع شده‌است.
 مارسلوس ۹۰٫۳ کیلومتر مربع مساحت و ۲٬۵۳۹ نفر جمعیت دارد و ۲۷۳ متر بالاتر از سطح دریا واقع شده‌است.